# ぼくとマリの時間旅行
『ぼくとマリの時間旅行』（ぼくとまりのじかんりょこう）は、1980年にNHK少年ドラマシリーズで放送されたテレビドラマ。放映日時は1980年8月12日から8月15日までの18:00から18:30の間で全4話。
小松左京のSF小説『時間エージェント』を原作としている。DVDも発売されている。

## キャスト
- 戸田タツオ：石橋正次 時間管理局東京支部20世紀支所所員
- 秋辺マリ：高瀬春奈 時間管理局東京支部20世紀支所所員
- ムタイ所長：宍戸錠 時間管理局東京支部20世紀支所所長
- 支部長：蟇目良 時間管理局東京支部支部長
- 元太：ラビット関根 ラーメン屋
- 作業員：阿部昇二 タイムトンネル作業員
- 作業員：池田まさる タイムトンネル作業員

## スタッフ
- 原作：小松左京「時間エージェント」
- 脚本：長坂秀佳
- 監督：佐藤和哉、花房實
- 音楽：三枝成章

## サブタイトル
| 話    | 放送日         | サブタイトル             | ゲスト |
| ----- | -------------- | ------------------------ | --- |
| 第1話 | 1980年 8月12日 | 「もう1人のぼく」        | 大塚周夫（浪人）、丹古母鬼馬二（原人）、倉富勝士（作業員）、草薙良一（悪人）、湯川勉（悪人）、大辻鉄平（悪人）、相原巨典（その他）、和久井節緒（その他）、荒瀬寛樹（その他）、平光琢也（その他）、須藤優子（その他）、銅鑼 |
| 第2話 | 8月13日        | 「江戸の一ツ目小僧」     | 岡田可愛（おせん）、片岡五郎（和助）、上田忠好（権八）、金原亭駒八（金七）、前沢迪雄（町人）、菅沼赫（町人）、辻シゲル（一ツ目小僧）、若駒プロ（その他）、八星プロ（その他） |
| 第3話 | 8月14日        | 「ぼくらのウラトレマン」 | 梅沢昌代（メイ）、知念正文（リー）、生島斎（ハブ）、佐久間宏則（トン）、田村元治（監督）、戸辺淳（ウラトレマン）、西村淳二（怪獣）、山口純平（怪獣）、マネージャーズ（そのほか）、劇団ひまわり（そのほか）、ベンガル（非行乳児）、高田純次（非行乳児）、小形雄二（非行乳児）、綾田俊樹（非行乳児）、古関安広（非行乳児）、鈴木稚英子（非行乳児）、永田裕子（非行乳児）、[振り付け]渡辺安章 |
| 第4話 | 8月15日        | 「ドロボウたち大混戦」   | 大谷淳（岩上）、兼松隆（貞）、岩手太郎（哲）、宇南山宏（医師） |

## あらすじ
もう1人のぼく
「原人密輸作戦」を原作とする。
探偵志望の戸田タツオは、「もう一人のぼく」に出会う。もう一人のぼくからネアンデルタール人の捕獲を依頼されるが、逆にネアンデルタール人に襲われて気絶してしまう。目覚めたタツオは、偶然出会った秋辺マリと共に「もう一人のぼく」から貰った名刺に書かれた場所に行くと、そこには時間管理局所長ムタイがいて、タツオとマリはタイムパトロールに任命されてしまう。タイムトンネルの回路が故障したため、ネアンデルタール人やマンモスが出現してパニックになる。原因追究の為にその日の朝まで時間を遡ったが、故障を仕組んだ密売組織にムタイとマリが拉致される。タツオは、その時間軸にいる「もう一人のぼく」の力を借りて二人を無事に助け出し、黒幕と共に組織も逮捕した。
江戸の一ツ目小僧
「一つ目小僧」を原作とする。原作は一つ目の化け物の正体について、エリザヌス星人を騙る別の犯罪宇宙人であるともうひと捻りされている。
行方不明になったタイムパトロール隊員の和助を探すためにタツオとマリは江戸時代に向かう。江戸時代で火の玉と一つ目の化け物を目撃したタツオとマリは現代に逃げ帰ってくるが、一つ目の化け物もついてきて、リモコン機械を奪って江戸時代に逃亡した。今度はムタイも交えて江戸時代に向かう。火の玉の正体と一つ目の化け物の住み処を突き止めたが、住み処には和助がいた。一つ目の化け物の正体はエリザヌス星から来た宇宙人で、和助は故障した宇宙船を直す手伝いをしていたのだった。宇宙船の修理を終えた宇宙人は自分の星へと帰って行った。
ぼくらのウラトレマン
「タイムトラブル」を原作とする。原作では誘拐対象は特撮ヒーローのウラトレマンではなく日本国首相。また非行乳幼児グループは原作では7歳から8歳の非行児童グループ。
タツオも大ファンだった10年前に放送されていた特撮ヒーロー番組『ウラトレマン』。タツオらの前にタイムトンネルを通って謎の覆面集団が現れ、「ウラトレマン」を誘拐しにきたと言う。ウラトレマンが架空のヒーローだと言っても信じてもらえず、タツオとマリは覆面集団を伴って10年前のウラトレマン撮影現場に向かうことになる。ウラトレマンの衣装を着たタツオは覆面集団に24世紀へと連れて行かれる。覆面集団の目的はかっぱらいの自慢会へ「ウラトレマン」を出すことだった。タツオは、マリとムタイによって無事に救出されるが、覆面集団の正体は、まだ1歳にもならない「非行乳幼児グループ」であった。
ドロボウたち大混戦
「地図を探せ」を原作とする。
3人組の強盗が時間管理局に忍び込み、ロッカー型タイムトンネルを強盗のリーダー・岩上がタイムトンネルに閉じ込められてしまう。残った強盗2人はやって来たタツオを殴り倒す。閉じ込められた岩上を救出するためにロッカー型タイムトンネルを奪い去った強盗らだったが、岩上は自力で中から出てきて、その手には10年後の地図を持っていた。ムタイはロッカー型タイムトンネルを取り返すことに成功するが、未来の地図を使って値上がりする土地を買占め土地成金になることを企てた強盗たちからタイムトンネルの秘密をマスコミにばらすと脅され、100年後の地図を要求される。しかし、マリの機転とタツオの活躍で強盗一味を撃退することに成功。

## 映像ソフト
- DVDは、2001年7月27日にアミューズソフトより｢少年ドラマアンソロジーII-NHK少年ドラマシリーズ」のタイトルで発売されている[2][3]。同ドラマシリーズの他2作品（『未来からの挑戦』『ポンコツロボット太平記』）と共に全話収録されている。